# Gold 1
Gold 1 (bürgerlich Dwaine Thomassine) ist ein karibischer R&B-Sänger, der auch unter dem Pseudonym Dwaine bekannt ist.

## Karriere
Dwaine Thomassine wurde im karibischen Inselstaat Trinidad & Tobago geboren. Im Alter von 12 Jahren wanderte seine Familie mit ihm nach Kalifornien aus, wo er seine Jugend verbrachte.
Am 7. Juli 2009 veröffentlichte er sein erstes Studioalbum First Love, dessen Stil primär durch R&B geprägt ist. Die erste Singleveröffentlichung erschien digital im November 2010. Es war der Titel Keep On Dancin’. Am 1. Januar 2010 erschien eine Single unter dem Titel Super Beast, die drei Titel enthält. Sie wurde vom Plattenlabel Rage Entertainment veröffentlicht. Am 15. Februar 2011 kam seine EP Through My Veins heraus. Diese besteht aus vier Tracks.
Seitdem er sich einem Namen in der R&B-Schiene gemacht hat, veröffentlichte er auf seinem YouTube-Kanal Remixe von Songs von Künstlern wie Flo Rida oder Katy Perry. Zudem stellte er dort eigene Lieder rein, die allesamt vom Produzenten-Team G&J produziert wurden. Durch die G&J-Produktionen wechselte er seinen bisher vertretenden R&B-Stil zur Dance-Musik. Nachdem Lieder wie Outta Control mehrere zehntausend Mal angeklickt wurden, führte er den Kanal aufgrund eines Vertrags mit dem deutschen House-Plattenlabel Kontor Records im Jahre 2011 nicht mehr weiter.
Seine erste offizielle Single-Veröffentlichung über Kontor trägt den Namen U R A Millon $ Girl, die er unter dem Pseudonym „Dwaine“ zusammen mit P. Diddy, Keri Hilson und Trina veröffentlichte. Das Lied basiert auf dem gleichnamigen Track von Diddy, Hilson und Trina alleine. Der Song erschien im Herbst 2011 und stieg bis auf Platz eins der japanischen iTunes-Charts.
Daraufhin erschien zum einen am 28. Oktober 2011 die Single Party Like a DJ zusammen mit The Glam, Flo Rida und Trina und im März 2012 der Song (Avalanche) Rescue Me From the Dancefloor von M.iam.i und Flo Rida, bei der er auch zu großen Teilen mitsingt, sein Name auf der Single jedoch nicht zu finden ist. Beide Lieder schrieb er selbst, jedoch sind die Rap-Parts von Flo Rida und Trina lediglich aus anderen Liedern entnommen.
Nach diesen Erfolgen im asiatischen Bereich legte er sich das Pseudonym „Gold 1“ zu und hatte bereits mit seiner ersten Single This Is My Love einen großen Hit. Ursprünglich stammt es von Jaeson Ma, einem asienstämmigen Prediger und Rapper aus den USA. Dieser hatte es 2009 bereits mit Bruno Mars unter dem Titel Love aufgenommen. Für den europäischen Markt wurde es mit dem Sänger Gold 1 und den ursprünglichen Interpreten neu produziert und im Oktober 2012 auf Kontor veröffentlicht. Im deutschsprachigen Raum, aber auch in den Niederlanden konnte es sich in den Top-40 platzieren. Produziert wurde es vom Schweizer DJ und Produzent David May. Auf der Single befinden sich verschiedene Remixe, unter anderem vom Michael Mind Project.
Als zweite Single erschien der Song Rainbow am 15. März 2013. Der Song wurde zusammen mit Trina und Nicki Minaj aufgenommen. Die Single besteht ausschließlich aus Remixen des DJs Davis Redfield. Der Track konnte jedoch nicht an den Erfolg von This Is My Love anschließen.
Am 28. Juni 2013 veröffentlichte er die Single Dance for Life zusammen mit Flo Rida und Shun Ward. Sie wurde auf der Kontor Top of the Clubs Vol. 59 vorgestellt. Der Schweizer DJ David May, der bereits This Is My Love produzierte und mixte, produziert und mixte auch diesen Track. Es ist die dritte Veröffentlichung unter dem Pseudonym Gold 1.
Auf dem Videoportal YouTube existiert ein weiterer Song, welcher offiziell jedoch noch nicht erschienen ist. Er heißt Don't Throw This Love Away und wurde vom deutschen Produzenten-Duo Hitimpulse produziert, welche bereits Songs für Usher, Iyaz und andere geschrieben und produziert haben. Im April 2014 veröffentlichte Gold 1 das Lied Switch Scenes, das er mit dem kanadischen Songwriter und Produzenten Omaray Andrews produzierte. Es enthält, ähnlich wie Don't Throw This Love Away starken R&B-Einfluss.
Am 21. Oktober 2014 erschien eine weitere Dance-Single, die den Titel Beyond Wonderful. Der Track wurde vom deutschen DJ Davis Redfield gemixt und enthält einen Rap-Part des Rappers Flo Rida. Die Veröffentlichung fand jedoch nur in ausgewählten Ländern, darunter Japan und Italien statt. Parallel war Thomassine als Songwriter für verschiedene Plattenlabel, wie Kontor Records aktiv. Bereits früher im Jahre 2014 wurde die Single-Veröffentlichung des Liedes Can't See Down, die in Zusammenarbeit mit dem US-amerikanischen Rapper Ya Boy entstand, angekündigt. Jedoch erfolgte diese nicht.

## Diskografie

### Alben
- First Love (als Dwaine, 2009)

### EPS
- Through My Veins (als Dwaine, 2011)

### Singles
als Dwaine
- Super Beast (2010)
- Keep On Dancin (2010)
- U R a Million $ Girl (featuring Diddy, Keri Hilson & Trina, 2011)
- Party Like a DJ (mit The Glam feat. Flo Rida & Trina, 2011)

als Gold 1
- This Is My Love (featuring Bruno Mars & Jaeson Ma, 2012)
- Rainbow (mit Trina featuring Nicki Minaj, 2013)
- Dance for Life (feat. Flo Rida & Shun Ward, 2013)
- Don’t Throw This Love Away
- Switch Scenes
- Beyond Wonderful (feat. Flo Rida, 2014)
- Can’t See Down (feat. Ya Boy, 2015)